# Захарово (Бакшеевское сельское поселение)
Захарово — деревня в Костромском районе Костромской области России. Входит в состав Бакшеевского сельского поселения.

## География
Деревня находится в юго-западной части Костромской области, в подзоне южной тайги, к северу от автодороги Р600, на расстоянии приблизительно 10 километров (по прямой) к юго-западу от города Костромы, административного центра области и района. Абсолютная высота — 152 метра над уровнем моря.

### Климат
Климат характеризуется как умеренно континентальный, с продолжительной холодной многоснежной зимой и коротким сравнительно тёплым летом. Средняя температура воздуха самого холодного месяца (января) — −11,6 °C; самого тёплого месяца (июля) — 17,8 °C (абсолютный максимум — 37 °С). Годовое количество атмосферных осадков — 613 мм, из которых большая часть выпадает в тёплый период.

### Часовой пояс
Деревня Захарово, как и вся Костромская область, находится в часовой зоне МСК (московское время). Смещение применяемого времени относительно UTC составляет +3:00.

## Население
| 2008 | 2010 | 2014 |
| ---- | ---- | ---- |
| 7    | ↗87  | ↘8   |

### Национальный состав
Согласно результатам переписи 2002 года, в национальной структуре населения русские составляли 100 % из 8 чел.